# Astragalus stereocalyx
Astragalus stereocalyx är en ärtväxtart som beskrevs av Joseph Friedrich Nicolaus Bornmüller. Astragalus stereocalyx ingår i släktet vedlar, och familjen ärtväxter. Inga underarter finns listade i Catalogue of Life.